# Седловини в Пирин
В Пирин планина има множество седловини. Голяма част от тях са важни проходи на главното пиринско било, страничните била и ридове, поради което са именувани. По-известните седловини са:

## Ключови седловини
- Предел. Седловината Предел отделя на север масива на Пирин от Рила. Простира се в посока югоизток-северозапад, най-ниска точка 1142 м н.в. Седловината е проход между Разложката котловина и долината на река Струма. През Предел минава първокласния път Симитли-Разлог.
- Парилска седловина отделя Пирин от планината Славянка (Алиботуш). Най-ниска точка 1170 м н.в. През нея минава път между селата Парил и Голешево.
- Тодорова поляна (Тодорово). Разположена е на главното пиринско било и географски отделя Северен от Среден Пирин. Най-ниска точка 1883 м н.в. През Тодорово минава маркираната в червено пътека от хижа Пирин за хижа Попови ливади.
- Попови ливади (Папазчаир). Разположена е на главното пиринско било и отделя Среден от Южен Пирин. Най-ниска точка 1430 м н.в. През Папазчаир минава първокласен път от град Гоце Делчев към долината на река Струма и селищата в подножието на Среден и Южен Пирин.

Във вътрешността на северния Пирински дял се намират няколко седловини, през които минават главно туристически пътеки. В миналото част от тях са били труднопроходими преки търговски пътища между селищата по западните и източните склонове на планината, в частност Разлог, Банско, Добринище на изток и Сандански и Мелник на запад. За транспортиране на стоки по планинските пътеки са били използвани товарни животни. В наши дни с мулета и коне се доставят стоки до някои планински хижи и заслони.

## Седловини в алпийската част на Пирин
- Суходолски превал. Разположен е на главното пиринско било между върховете Албутин и Разложки суходол с най-ниска точка на около 2550 м н.в. В района на превала, на изток от него, започва мраморната част на главното било. През Суходолския превал минава маркираната в жълто пътека от Разлог за Кресна. В непосредствена близост до превала - западно от него - минава маркираната в червено пътека от хижа Яворов за хижа Вихрен.
- Каменитишки превал. Разположен е на главното било, източно от Суходолския превал и на запад от връх Баюви дупки. Най-ниска точка на около 2670 м н.в. През него минава маркираната с червено пътека между хижа Яворов и хижа Вихрен. На превала излиза и старата, маркирана в синьо пътека от хижа Пею Яворов през западната половина на циркус Баюва дупка (между ридовете на Събите и Средоноса). Там завършва т.нар. Кайзеров път.
- Кончето се нарича труднопроходим карстов ръб на главното било между върховете Бански суходол и Кутело. Най-ниската част на Кончето е при около 2840 м н.в.
- Премката е дълбоко врязана тревиста седловина между пиринския първенец връх Вихрен и съседния мраморен гигант Кутело. Най-ниска точка около 2660 м н.в. При Премката маркираната в червено пътека за хижа Вихрен се разклонява на две. Едната част води до връхната точка на Вихрен, а другата минава през циркус Голям Казан и подсича източните склонове на върха. От Премката започва маркирана в зелено пътека за хижа Бъндерица през циркусите Голям и Малък Казан.
- Кабата се нарича тревистата седловина между върховете Вихрен и Хвойнати връх, разположена на около 2620 м н.в. Непосредствено на изток от Кабата е разположен малък протоциркус със същото име. През Кабата минава маркираната в червено пътека от връх Вихрен към хижа Вихрен. По време на Възродителния процес седловината беше преименувана на Вихренски преслап, но това име не се възприе от местното население и туристите в Пирин.
- Влахински превал. Разположен е между върховете Муратов и Хвойнати връх, при най-малка височина около 2460 м н.в. През Влахинския превал не преминават маркирани пътеки. Той е удобно място за преминаване между циркусите Влахински и Муратов (от Голямото Влахинско езеро до Муратово езеро). Склоновете на седловината са каменисти и труднопроходими.
- Бъндеришка порта се нарича седловина между Муратов връх и скалния ръб Караулите, разположена на височина около 2500 м н.в. Северните склонове на седловината гледат към Муратовия циркус. На юг се простира обширната заравненост на Голямо Спано Поле. През Бъндеришка порта минават две марикирани пътеки. Едната, маркирана със синьо, води от хижа Вихрен към хижа Синаница. Маркираната с жълто пътека води от Банско до хижа Яне Сандански.
- Синанишка порта е разположена на страничното Синанишко било между безименен връх южно от връх Гергийца и мраморния масив на връх Синаница на височина около 2440 м н.в. През седловината минават маркираните пътеки от хижа Вихрен (синя) и заслон Спано поле (кафява).
- Башлийска порта. Разположена е между североизточните привършия на връх Бъндеришки чукар и връх Възела, на главното било с най-малка височина около 2530 м н.в. Склоновете на седловината към циркусите Бъндеришки и Башлийски са стръмни и каменисти. В близост до Башлийска порта минава маркираната в червено пътека от хижа Вихрен за заслон Тевно езеро.
- Премката между връх Малка Тодорка и връх Василашки чукар е седловина с най-ниска точка при около 2570 м н.в. Разположена е на страничното Тодорино било. Склоновете и откъм Бъндеришки циркус са стръмни и тревисти. Източните и склонове откъм Василашки циркус са скалисти и почти отвесни. Често е наричана неправилно Тодорина порта. През Премката минава маркираната в зелено пътека за хижа Демяница.
- Превала (Чаирска превала) е седловина, разположена по главното било между връховете Превалски чукар и малък безименен връх при отклонението на Мозговишки рид. Често е наричана неправилно Винарска порта. Най-малка височина - около 2440 м н.в. Връхните части на Превала са обрасли с клек. Склоновете към циркус Чаира са полегати и тревисти. Източните склонове към Превалски циркус са по-стръмни и каменисти. По продължение на седловината минава маркираната в червено пътека от хижа Вихрен до заслон Тевно езеро и зимна колова маркировка от хижа Демяница към заслон Тевно езеро. От Превалските езера през Превала и циркус Чаира започва маркирана в зелено пътека към района на река Башлийца.
- Мозговишка порта. Разположена е между безименната кота югозападно от връх Валявишки чукар и началото на Мозговишкия рид при най-малка височина около 2520 м н.в. Склоновете на Мозговишката порта към двата циркуса Белемето и Превалски са каменисти и стръмни. През седловината минават пътеката от хижа Вихрен за заслон Тевно езеро (маркирана в червено), лятната пътека от Банско и хижа Демяница за хижа Беговица (маркирана в синьо) и зимната пътека от хижа Демяница за заслон Тевно езеро (колова маркировка). Зимната пътека е осигурена с вериги по стръмните склонове на седловината към главното било.
- Джангалска порта. Седловината се намира на страничното Полежанско било между върховете Джангал и Малък Полежан на височина около 2490 м н.в. Склонът на Джангалска порта към Валявишки циркус е затревен и относително полегат. Склоновете към Поповоезерния циркус са сравнително стръмни и каменисти. През седловината минава маркираната в жълто пътека от хижа Демяница до хижа Безбог.
- Лява краледворска порта. Намира се между върховете Кралев двор и Момин двор и представлява удобен начин за преминаване от циркус Белемето към Краледворски циркус и съседния Поповоезерен циркус. В най-ниската си точка е висока около 2610 м н.в, там има натрупана голяма каменна пирамида. Склоновете на седловината към Краледворски циркус са стръмни и каменисти. Откъм Белемето скатовете са по-полегати.
- Дясна краледворска порта. Намира се на юг от връх Кралев двор, при отклонението на страничното Каменишко било от главното, на височина около 2615 м н.в. През нея минава маркираната в червено пътека от заслон Тевно езеро за хижа Пирин. Склоновете на седловината към Демиркапийски циркус са стръмни и каменисти.
- Беговишки превал. Седловината е разположена на Беговишкия рид западно от връх Каменица при най-малка височина около 2470 м н.в. Склоновете и са тревисти и полегати откъм Беговишки циркус и значително по-стръмни към долината на река Мозговица. През Беговишки превал минава маркираната в синьо пътека от Банско и хижа Демяница до хижа Беговица, като от превала до хижа Беговица маршрутът е дублиран със зимна колова маркировка.
- Солището е седловина, разположена между върховете Кельо и Голена. Най-ниската и точка е разположена на около 2360 м н.в. Седловината е тревиста и много полегата и от двете си страни. През нея минава маркирана в кафяво пътека от хижа Беговица за хижа Пирин.
- Демиркапия. Седловината е разположена между върховете Джано и Демиркапийски чуки на главното пиринско било с най-ниска точка на около 2480 м н.в. Често е наричана неправилно Демиркапийска порта или Железни врата, като последното название е натрапено по време на Възродителния процес. През Демиркапия минава маркираната в зелено пътека от хижа Гоце Делчев за хижа Пирин.
- Корнишки превал. Разположен е на главното пиринско било северно от връх Хамбарташ с най-ниска точка на около 2580 м н.в. Корнишкият превал е удобно място за преминаване от Корнишки циркус към долината на Демиркапийска река. Източните склонове на седловината са каменисти. Склонът към Демиркапийска река е тревист и стръмен, като денивелацията до речното корито е над 500 метра.[1][2][3][4][5][6]